# Why Don't You Get a Job?
 (juillet 2015).
Si vous disposez d'ouvrages ou d'articles de référence ou si vous connaissez des sites web de qualité traitant du thème abordé ici, merci de compléter l'article en donnant les références utiles à sa vérifiabilité et en les liant à la section « Notes et références ».
Singles de The Offspring
Pretty Fly (for a White Guy)
(1998) The Kids Aren't Alright
(1999)
Why Don't You Get a Job? est la 11e piste du 5e album du groupe punk-rock californien The Offspring, Americana, sorti en novembre 1998, et dure 2 min 54. C'est aussi le 2e single extrait de l'album après Pretty Fly (for a White Guy). La mélodie de la chanson est basée sur la chanson des Beatles, Ob-La-Di, Ob-La-Da, avec des influences probables de la chanson Cecilia de Simon et Garfunkel. Le ton plutôt jovial de la musique qui fait référence au ska se mêle avec la rancœur et des paroles acerbes afin de créer un accent sur l'amitié fausse.

## Paroles
Les paroles racontent l'histoire de deux individus, un homme et une femme, qui mènent chacun une vie assez folle parce qu'ils aiment dépenser leur argent de façon insouciante, mais refusent d'avoir un travail pour payer leurs factures. Cela colle avec le concept de l'album : des réalités dérangeantes de la vie aux États-Unis. Dans ce cas, des gens paresseux qui ont l'habitude d'éviter de travailler ne font pas que gâcher leur vie mais ceux qui supportent un tel égoïsme sont à blâmer pour cette raison[pas clair]. 
Dans le premier couplet, l'homme déteste sa copine et veut la larguer de la pire des façons. Elle ne fait rien de ses journées et attend l'argent que lui ramène son fiancé qui travaille dur pour cela, mais elle en veut encore plus.
Le refrain incite à dire de ne pas céder aux caprices de la personne qui ne fait rien et qui en veut encore plus et qu'il faut qu'elle trouve un travail.
Le deuxième couplet dit que tout l'argent qu'elle a n'est pas suffisant car elle a des goûts de luxe.
Le troisième couplet est ironique puisqu'il dit que ça ne doit pas être facile de ne rien faire mais que des occasions comme ça ne se présentent pas tous les jours. Puis on nous parle de quelqu'un d'autre, une femme ayant un copain qui ne fait rien (elle le hait) et c'est la même situation que dans le premier couplet.

## Clip
Le clip a été tourné aux Studios Universal d'Hollywood et beaucoup de scènes de film peuvent être visibles dans le clip dont Colonial Street (célèbres plus tard dans Desperate Housewives) et Courthouse Square visible dans la trilogie Retour vers le Futur. Au début du clip, quand Dexter Holland vole avec son deltaplane, on peut voir quelqu'un qui guide ce deltaplane. On peut voir les quatre membres du groupe en train de marcher dans la rue et dans les campus d'universités tandis qu'une foule de plus en plus croissante les suit ; dans le clip, des images d'autodestruction apparaissent comme un serveur qui se jette à travers une baie vitrée après avoir reçu de la crème chocolatée sur la figure par des bimbos qui se moquent de lui puis un cycliste qui tombe d'un toit. À la fin du clip, Holland crée une explosion pour disperser la foule qui les suit. Ainsi, le groupe se retrouve seul mais le batteur Ron Welty quitte la scène à ce moment-là. 
Dans une parodie de Newlywed Game Bob Eubanks qui est l'invité du vrai Newlywed Game fait une apparition. À la fin du clip, le personnage principal du clip de Pretty Fly joué par Guy Cohen fait une apparition dans la même voiture. Chris "X-13" Higgins apparait dans le clip comme étant le petit ami paresseux (qui reste devant son poste de télévision et qui se met de la moutarde sur son t-shirt, faisant référence à John Belushi qui fait la même chose dans Animal House, et quand sa copine fait une sorte de strip-tease, il recrache ce qu'il avait mangé). On peut voir aussi un couple participant à une émission télévisée et l'homme brandit une pancarte qui dit qu'il aimerait voir sa femme et sa sœur ensemble pour une scène sexuelle et à la suite de cela, la femme en question lui tape dessus avec sa pancarte.

## Tube
La chanson a été un tube dans le monde entier. Elle a atteint le Top 10 des classements dans de nombreux pays et continue à être jouée en live de nos jours par le groupe ; certains des anciens fans du groupe n'apprécient pas cette chanson, car ce n'est pas le registre typique du punk-rock (en effet la chanson est plus du ska punk) et certains croient que la chanson a été créée pour mieux passer à la radio et donc plus commerciale.

## Classements hebdomadaires
| Classement (1999)                       | Meilleure position |
| --------------------------------------- | ------------------ |
| Allemagne (GfK Entertainment)           | 16                 |
| Australie (ARIA)                        | 2                  |
| Autriche (Ö3 Austria Top 40)            | 16                 |
| Belgique (Flandre Ultratop 50 Singles)  | 17                 |
| Belgique (Wallonie Ultratop 50 Singles) | 25                 |
| Canada (RPM Top Singles)                | 19                 |
| Écosse (OCC)                            | 1                  |
| États-Unis (Billboard Hot 100)          | 74                 |
| France (SNEP)                           | 29                 |
| Irlande (IRMA)                          | 10                 |
| Norvège (VG-lista)                      | 6                  |
| Nouvelle-Zélande (RMNZ)                 | 4                  |
| Pays-Bas (Single Top 100)               | 6                  |
| Royaume-Uni (UK Singles Chart)          | 2                  |
| Royaume-Uni (UK Rock Chart)             | 1                  |
| Suède (Sverigetopplistan)               | 2                  |
| Suisse (Schweizer Hitparade)            | 24                 |

## Reprises
Le chanteur sud-africain Snotkop a traduit la chanson en afrikaans sous le titre Kry Jou Ass By Die Werk.